# María José Prieto
María José Prieto Larraín (Santiago, 20 de febrero de 1977) es una actriz chilena.

## Biografía
Nació el 20 de febrero de 1977, en Santiago. Hija de María Cecilia Larraín Coddou; asesora financiera de fondos mutuos en Zúrich, y exconcursante de Miss Chile de 1976. Tiene una hermana, Ángela Prieto; también actriz, y dos medios hermanos.  
Por línea materna, es nieta de Joaquín Larraín Gana, coronel del Ejército de Chile y agente de la Dirección de Inteligencia del Ejército (DINE). Larraín Gana fue procesado en 2014, y condenado en 2017 por la Corte de Apelaciones de Santiago, ratificado en 2021 por la Corte Suprema de Chile, a 15 años y un día de prisión por su responsabilidad en siete crímenes de lesa humanidad, incluyendo el uso de armas químicas contra civiles durante la dictadura militar de Augusto Pinochet.También es sobrina de Joaquín Larraín Coddou; jinete.
Cursó sus estudios primarios en Villa María Academy, en Las Condes. En 1985, su familia abandonó el país y se trasladó a Buenos Aires. En 1995, Prieto ingresó a la Pontificia Universidad Católica de Chile (PUC). Egresó como actriz en 1998.

## Carrera
Debutó en televisión a los 21 años con la mano de su mentor Herval Abreu, en la telenovela A todo dar (1998) de Megavisión. 
Luego de participar en algunos telefilmes de la misma estación, viaja a Madrid, España, a tomar un curso de circo-teatro a la academia de LeCoq que dirigía Ana Vásquez De Castro para luego volver a Chile para sumarse a Canal 13 en  2001, donde actúa en la telenovela Corazón Pirata, la cual obtuvo una pobre sintonía. 
Luego de esta etapa, la actriz viaja a Nueva York donde estudia en la Academia de Lee Strasberg, para luego volver a Chile a dedicarse principalmente al teatro, donde actuó en obras como "Ahora no que están los niños" y "Crimen y shampoo".
En 2003 regresa a Canal 13, donde actúa en la exitosa teleserie Machos, para continuar actuando en dicha estación en teleseries como Tentación y Gatas y Tuercas, las cuales tuvieron un éxito óptimo.
En 2005 firma contrato con el canal de televisión Chilevisión para conducir el programa Manzana y protagonizar la primera teleserie de ese canal Vivir con 10, para luego interpretar otro papel protagónico en la segunda teleserie del mismo canal, Mala conducta.

## Imagen pública
En 2005, María José Prieto denunció a su padrastro José Ramírez Zepeda, quien fue condenado por abuso sexual en 2011 por la Corte Suprema de Chile. También ha sido criticada por su vínculo con varias personalidades de la industria del entretenimiento que han sido acusadas de abuso sexual, como Herval Abreu, Nicolás López, Felipe Braun,Willy Semler, Gonzalo Valenzuela, y su propio esposo, Cristián Campos.

## Filmografía
| Año  | Título            | Director                     |
| ---- | ----------------- | ---------------------------- |
| 2004 | Mujeres infieles  | Rodrigo Ortuzar              |
| 2006 | Pecados           | Martín Rodríguez             |
| 2008 | Santos            | Nicolás López                |
| 2009 | Mandrill          | Ernesto Díaz                 |
| 2012 | Bombal            | Marcelo Ferrari              |
| 2018 | Contra el demonio | José Miguel Zúñiga           |
| 2024 | Perra vida        | Felipe Braun y Nicolás López |

## Televisión
| Año  | Título                     | Personaje          | Notas                 |
| ---- | -------------------------- | ------------------ | --------------------- |
| 1998 | A todo dar                 | Maite Del Río      | Director Herval Abreu |
| 1999 | Algo está cambiando        | Javiera Risopatrón | Director Herval Abreu |
| 2000 | Corazón pirata             | Natalia Condell    |                       |
| 2003 | Machos                     | Mónica Salazar     | Director Herval Abreu |
| 2004 | Tentación                  | Tania Donoso       | Director Herval Abreu |
| 2005 | Gatas y tuercas            | Violeta López      | Director Herval Abreu |
| 2007 | Vivir con 10               | Olimpia Solé       |                       |
| 2008 | Mala conducta              | Flavia Inostroza   |                       |
| 2012 | Separados                  | Claudia Armstrong  | 15 episodios          |
| 2013 | Mamá mechona               | Valeria García     | 2 episodios           |
| 2016 | El camionero               | Denise Cienfuegos  |                       |
| 2018 | Perdona nuestros pecados 2 | Lucrecia Romero    | 50 episodios          |
| 2019 | Isla paraíso               | Elena Martínez     | 20 episodios          |
| 2022 | Hasta encontrarte          | Vanessa Santis     | 30 episodios          |

| Año       | Título                  | Personaje      | Notas                              |
| --------- | ----------------------- | -------------- | ---------------------------------- |
| 2000-2001 | La otra cara del espejo | varios         | 4 episodios. Director Herval Abreu |
| 2002      | Más que amigos          | Claudia        | 3 episodios. Director Herval Abreu |
| 2018      | Casa de Angelis         | Elsa Echenique |                                    |
| 2023      | Casado con hijos        | Azucena        | Episodio: Familia nueva            |